# Angels’ Dreams
Angels’ Dreams – album zespołu Quidam wydany w 1998 roku nakładem wytwórni Musea. Jest to anglojęzyczna wersja albumu Sny aniołów.

## Lista utworów
Album zawiera utwory:
1. Awakening – 01:43
2. Angels Of Mine – 04:21
3. An Apple Dream – 05:17
4. Cheerful – 06:59
5. Little Bird With No Legs – 04:06
6. One Small Tear – 04:56
7. Behind My Eyes – 13:57
8. Awakening (Dawn Of Hope) – 04:07
9. There Is Such A Lonesome House – 05:31

## Twórcy
Twórcami albumu są:
- Emilia Derkowska – chórki, wiolonczela, śpiew
- Zbigniew Florek – instrumenty klawiszowe
- Rafał Jermakow – perkusja, instrumenty perkusyjne
- Maciej Meller – gitara
- Radosław Scholl – gitara basowa
- Jacek Zasada – flet

Gościnnie:
- Karolina Chwistek – skrzypce
- Witold Ekielski – obój
- Małgorzata Lachowicz – skrzypce
- Dominika Miecznikowska – wiolonczela
- Michał Wojciechowski – fagot
- Magdalena Wróbel – altówka